# 리마
리마(스페인어: Lima)는 페루의 수도이자 리마군의 군청 소재지이다. 태평양에 면해 있다. 정복자 프란시스코 피사로에 의해 쿠스코 대신 수도로 건설되었으며 식민지 시대에는 페루 부왕령의 수도였다.
인구 약 800만명으로 공화국 최대이다. 남미의 세계적인 도시이며, 2010년 유엔 통계에 따르면, 근교를 포함한 수도권 인구는 894만명이며, 세계 27위에 해당한다. 리마는 식민지 시대에 지어진 건물이 많이 남아 있어서 중앙 지구(1988년 12월 9일 - 1991년 12월 13일 세계문화유산에 등록)와 해안 신도시로 양분된다. 리마는 1535년 1월 18일에 잉카를 정복한 스페인 정복자 , 프란시스코 피사로에 의해 세워졌다. 리마의 이름의 유래는 시내를 흐르는 리마크 강(río Rímac)에서 유래된 것으로 알려져 있지만, 원래 이름은 "La Ciudad de los Reyes"(왕의 도시)였다.

## 역사
잉카 제국의 지배가 미치기 전인 선 콜럼버스 시대에 이미 현재 리마의 위치에 일부 아메리칸 인디언 그룹이 거주하고 있었다고 추측된다. 대지의 신 파체카마크를 믿는 이치마 문화를 형성하고 있었다. 3세기부터 8세기 무렵에 걸쳐 루린 계곡의 파체카마를 중심으로 발전하였으며, 이 지역은 몇 가지 독특한 유적이 남아있다. 잉카 시대에 들어서면서 거대한 태양 신전과 달의 관이 건설되고, 종교적인 중심지 역할도 하게 되었다.
1535년 1월 18일, 잉카 제국을 정복했던 스페인의 프란시스코 피사로 등 콘키스타도르 일행은 리마크 강의 우측 연안 리마의 수장, 타우리체스코의 관에서 스페인식 의식에 따라 “부왕들 도시”(La Ciudad de los Reyes)를 건설하였다. 위치 선정을 계획하며 처음에는 안데스산맥 중턱의 하우하가 후보에 올랐지만, 고도와 해상 교통의 불편 등으로 보류되었으며, 태평양에 접한 리마크 강 기슭의 리마가 부지가 선정됐다. 1542년에 리마는 페루 부왕령의 수도로 지정된 누에바 에스파냐 부왕령의 멕시코시티와 함께, 그때까지 이용하던 히스파니올라섬의 산토도밍고 대신 아메리카의 스페인 식민지 지배의 중심지가 되었다.
16세기부터 17세기를 통해서, 리마는 스페인의 남미 식민지 지배의 거점으로 알토 페루의 포토 시 은광의 은을 유럽에 수출했기 때문에 중계지로 번창했다. 1551년 남미에서 가장 오래된 대학인 산 마르코스 대학이 설립되었다. 1614년 인구는 25,000명이 되었고, 리마의 발달과 함께 도시 문화가 번성하여, 산 프란시스코 교회 및 토레태그레 저택 등의 화려한 건축물이 지어졌다. 1687년과 1746년에 발생한 큰 지진으로 많은 건축물이 파괴되었지만, 리마의 영화는 수그러들지 않았다.
1761년 부임한 부왕 아마토는 대규모 도시 계획과 연극을 진흥하여 지식인 문화를 번성하게 했다. 한편 리마는 아프리카에서 끌려온 노예와, 도시에 유입된 원주민계의 주민, 메스티소 등이 같이 살아가고 있었고, 백인 상류층의 문화와는 별도로 독자적인 크리올 문화가 형성되었다.
1808년 나폴레옹 보나파르트가 자신의 형을 스페인 왕 호세 1세로 즉위 시키자 그에 반발한 민중들이 봉기를 일으키면서 스페인 독립 전쟁이 발발하게 된다. 히스파노아메리카의 크리올로들은 호세 1세에 대한 충성을 거부하고, 라틴 아메리카 대륙에서 독립 전쟁을 일으킨다. 리마의 크리올로는 특권을 잃는 것을 두려워하여 독립에 소극적 이었지만, 1821년 아르헨티나에서 호세 데 산 마르틴이 리마를 해방하고, 《독립선언서》를 발표했다. 이후 리마는 독립 세력의 혼란 속에서 다시 스페인 왕당파군에 탈환되었지만, 결국 시몬 볼리바르와 안토니오 호세 데 수크레가 아야쿠쵸 전투에서 호세 드 라 셀나가 이끄는 왕당파와 군대를 괴멸시켜 페루의 독립을 확정했다.
독립 이후 페루의 정치는 안정되지 않았고, 각지에서 카우딜로가 발호했지만, 라몬 카스티야가 안정을 시키는데 성공하여, 페루는 구아노를 수출해서 근대화를 실현하기 시작했다. 가스등이나 철도가 건설되었고 1872년에는 도시 계획을 위해 리마의 성벽이 파괴되었다.
또한 19세기 중반부터 유럽과 청나라(중국)에서 이민자가 들어왔고, 19세기 말에는 일본인 이민도 시작되었다. 이런 이민자들은 코스타의 대농장에서 노동자로 일한 후, 많은 리마로 유입되어 작은 상점을 운영하였다.
1879년 발발한 태평양 전쟁에서 페루가 열세에 빠지자, 1881년 칠레군은 리마를 점령했다. 칠레의 지배는 2년간 이어졌고, 안콘 조약이 체결되어서야 칠레군은 철수하였다.
1940년 대지진이 일어난 이후 슬램의 건설이 활발해졌다. 또한 같은 해 만주사변 이후 고조된 반일 감정을 배경으로 반일 폭동이 발발했다. 제2차 세계대전 후 페루 각지에서 사람들이 이주해 왔고, 이것으로 마을이 급속히 확대되어 도시로 발전하였다. 인구는 1940년 35만명에서 40년 후인 1980년에는 무려 11배나 증가했다.
1968년 군사 혁명으로 벨라스코 장군이 정권을 잡고, 페루 혁명이 시작되면서 리마 주변의 빈민가는 "젊은 도시"(푸에블로 호 벤)라는 빈민가의 자치 운동이 추진되었다.

## 지리

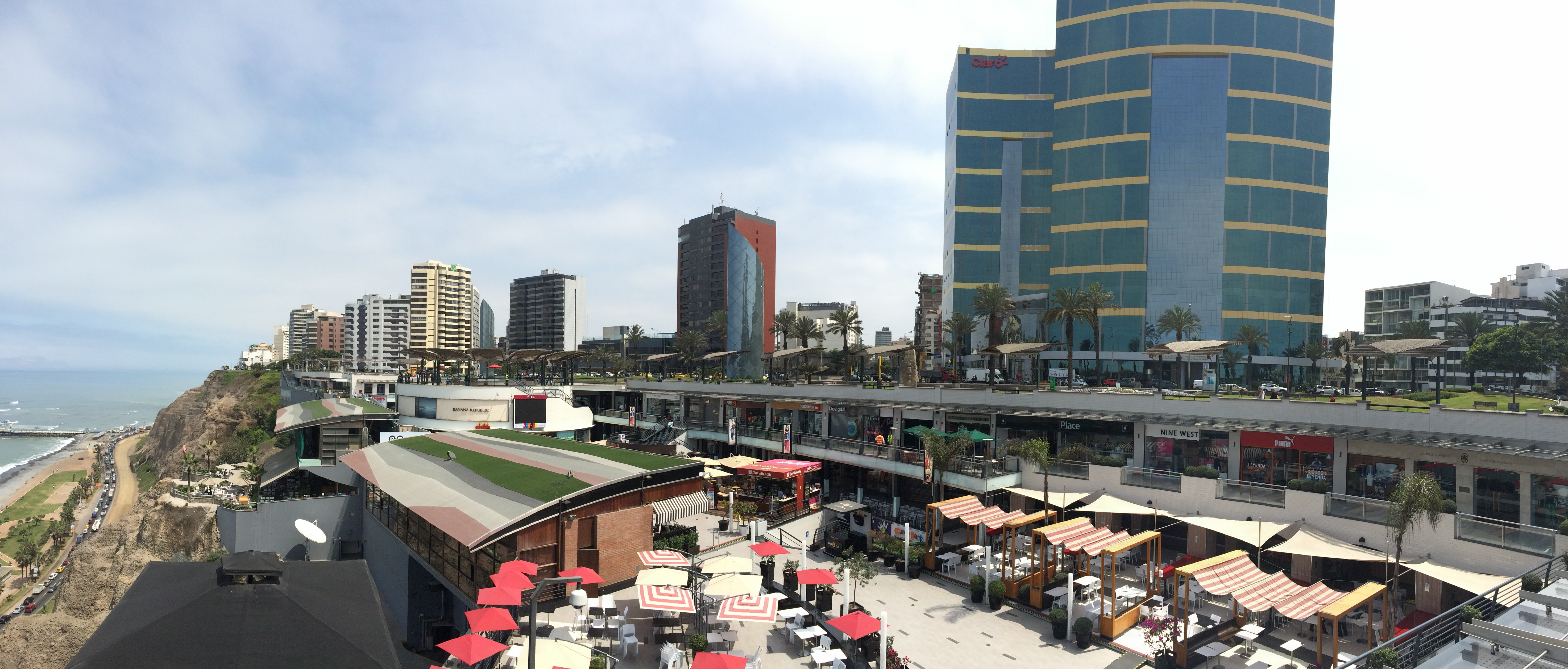

남위 12도 36분, 서경 77도 12분에 위치하여, 시내를 리마크 강이 동쪽에서 서쪽으로 흘러가며 시를 반으로 나누고 있다.
남위 12도와 저위도인 해안 북쪽에서 유입되는 페루 해류의 영향으로 기온이 낮고, 가장 따뜻한 달인 2월에 22.5°C, 가장 추인 달인 8월에는 15°C를 기록한다. 흐린 날이 많지만, 해안 사막 지대(Costa)에 속해 연평균 강수량은 30mm 정도를 기록한다. 평균 기온은 18°C이며, 평균 습도는 87.1%이고, 겨울에는 매일 바다 안개가 끼며, 습도는 항상 100% 가까이 된다.

## 기후
리마는 쾨펜의 기후 구분으로 사막 기후(BW)에 속한다. 주변 바다를 지나는 한류의 영향을 받아 여름에도 상대적으로 서늘한 편이며, 강수량이 거의 없는 건조한 기후이다.
| 리마 (호르헤 차베스 국제공항)의 기후                                                             | 리마 (호르헤 차베스 국제공항)의 기후 | 리마 (호르헤 차베스 국제공항)의 기후 | 리마 (호르헤 차베스 국제공항)의 기후 | 리마 (호르헤 차베스 국제공항)의 기후 | 리마 (호르헤 차베스 국제공항)의 기후 | 리마 (호르헤 차베스 국제공항)의 기후 | 리마 (호르헤 차베스 국제공항)의 기후 | 리마 (호르헤 차베스 국제공항)의 기후 | 리마 (호르헤 차베스 국제공항)의 기후 | 리마 (호르헤 차베스 국제공항)의 기후 | 리마 (호르헤 차베스 국제공항)의 기후 | 리마 (호르헤 차베스 국제공항)의 기후 | 리마 (호르헤 차베스 국제공항)의 기후 |
| 월                                                                                               | 1월                                  | 2월                                  | 3월                                  | 4월                                  | 5월                                  | 6월                                  | 7월                                  | 8월                                  | 9월                                  | 10월                                 | 11월                                 | 12월                                 | 연간                                 |
| ------------------------------------------------------------------------------------------------ | ------------------------------------ | ------------------------------------ | ------------------------------------ | ------------------------------------ | ------------------------------------ | ------------------------------------ | ------------------------------------ | ------------------------------------ | ------------------------------------ | ------------------------------------ | ------------------------------------ | ------------------------------------ | ------------------------------------ |
| 역대 최고 기온 °C (°F)                                                                           | 32.7 (90.9)                          | 32.5 (90.5)                          | 33.4 (92.1)                          | 31.6 (88.9)                          | 30.3 (86.5)                          | 30.0 (86.0)                          | 28.3 (82.9)                          | 29.0 (84.2)                          | 28.0 (82.4)                          | 29.6 (85.3)                          | 29.0 (84.2)                          | 30.4 (86.7)                          | 33.4 (92.1)                          |
| 일평균 최고 기온 °C (°F)                                                                         | 26.3 (79.3)                          | 27.6 (81.7)                          | 27.0 (80.6)                          | 24.6 (76.3)                          | 21.8 (71.2)                          | 19.8 (67.6)                          | 19.1 (66.4)                          | 18.6 (65.5)                          | 19.0 (66.2)                          | 20.2 (68.4)                          | 21.9 (71.4)                          | 24.0 (75.2)                          | 22.5 (72.5)                          |
| 일일 평균 기온 °C (°F)                                                                           | 22.8 (73.0)                          | 23.5 (74.3)                          | 23.1 (73.6)                          | 21.0 (69.8)                          | 19.1 (66.4)                          | 17.9 (64.2)                          | 17.2 (63.0)                          | 16.7 (62.1)                          | 16.8 (62.2)                          | 17.5 (63.5)                          | 19.0 (66.2)                          | 20.8 (69.4)                          | 19.6 (67.3)                          |
| 일평균 최저 기온 °C (°F)                                                                         | 20.5 (68.9)                          | 21.0 (69.8)                          | 20.5 (68.9)                          | 18.7 (65.7)                          | 17.2 (63.0)                          | 16.5 (61.7)                          | 16.0 (60.8)                          | 15.2 (59.4)                          | 15.3 (59.5)                          | 15.8 (60.4)                          | 17.0 (62.6)                          | 18.7 (65.7)                          | 17.7 (63.9)                          |
| 역대 최저 기온 °C (°F)                                                                           | 12.0 (53.6)                          | 15.0 (59.0)                          | 11.0 (51.8)                          | 10.0 (50.0)                          | 8.0 (46.4)                           | 10.0 (50.0)                          | 8.9 (48.0)                           | 10.0 (50.0)                          | 12.5 (54.5)                          | 11.0 (51.8)                          | 11.1 (52.0)                          | 13.9 (57.0)                          | 8.0 (46.4)                           |
| 평균 강수량 mm (인치)                                                                            | 0.8 (0.03)                           | 0.4 (0.02)                           | 0.4 (0.02)                           | 0.1 (0.00)                           | 0.3 (0.01)                           | 0.7 (0.03)                           | 1.0 (0.04)                           | 1.5 (0.06)                           | 0.7 (0.03)                           | 0.2 (0.01)                           | 0.1 (0.00)                           | 0.2 (0.01)                           | 6.4 (0.25)                           |
| 평균 강수일수 (≥ 0.1 mm)                                                                         | 0.7                                  | 0.7                                  | 0.7                                  | 0.3                                  | 1.1                                  | 2.3                                  | 3.0                                  | 4.1                                  | 3.1                                  | 1.2                                  | 0.4                                  | 0.5                                  | 18.2                                 |
| 평균 상대 습도 (%)                                                                               | 81                                   | 82                                   | 82                                   | 83                                   | 84                                   | 84                                   | 84                                   | 84                                   | 85                                   | 83                                   | 81                                   | 81                                   | 83                                   |
| 평균 월간 일조시간                                                                               | 185.2                                | 166.3                                | 188.5                                | 181.9                                | 112.9                                | 44.6                                 | 36.4                                 | 28.5                                 | 35.2                                 | 59.9                                 | 103.4                                | 129.9                                | 1,272.7                              |
| 출처 1: 독일 기상청 (평년값: 1991년~2020년, 극값: 1960년~현재, 상대습도/일조시간: 1961년~1990년) |                                      |                                      |                                      |                                      |                                      |                                      |                                      |                                      |                                      |                                      |                                      |                                      |                                      |
| 출처 2: Meteo Climat (극값 일부), Starlings Roost Weather                                        |                                      |                                      |                                      |                                      |                                      |                                      |                                      |                                      |                                      |                                      |                                      |                                      |                                      |

## 주민

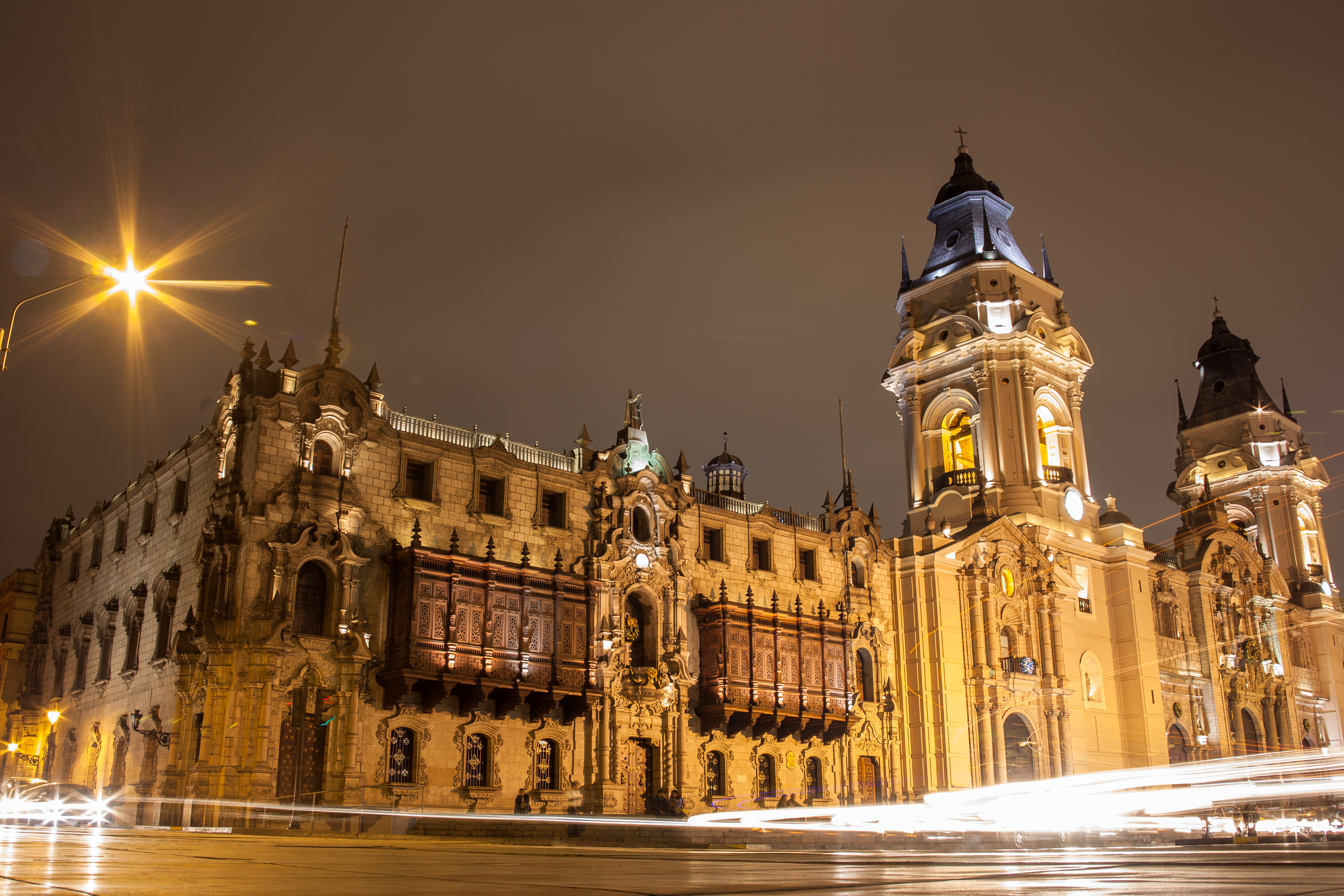
리마 성당

리마의 민족 구성은 다음과 같이 되어 있다.
- 혼혈 (메스티소) 40%
- 인디오 (원주민) 29%
  - 케추아족 : 85%
  - 아이마라족 : 15%
- 유럽계 페루인 : 25%
  - 스페인계 : 65%
  - 이탈리아계, 독일계, 기타 : 35%
- 아시아 (주로 일본계 페루인과 중국계 페루 ) : 3%
- 흑인 (아프리카계 페루인) : 3%

## 행정구역
리마는 43 지구로 구성된다.
1. 안콘 지구 (Ancón)

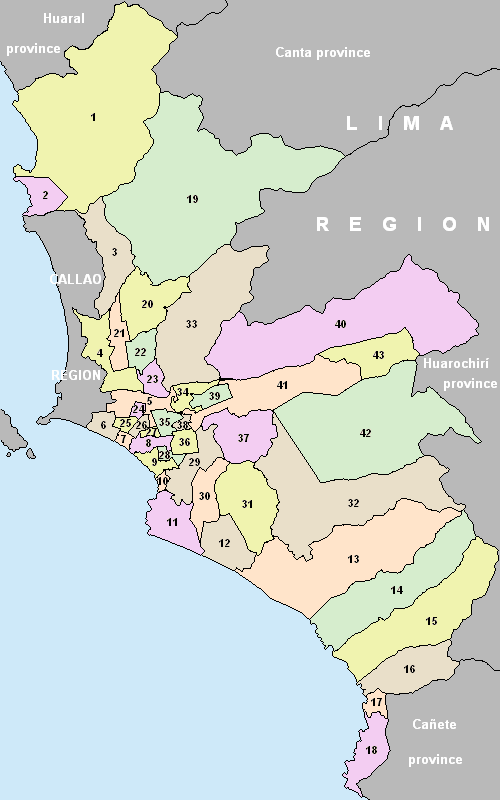
리마의 행정구역

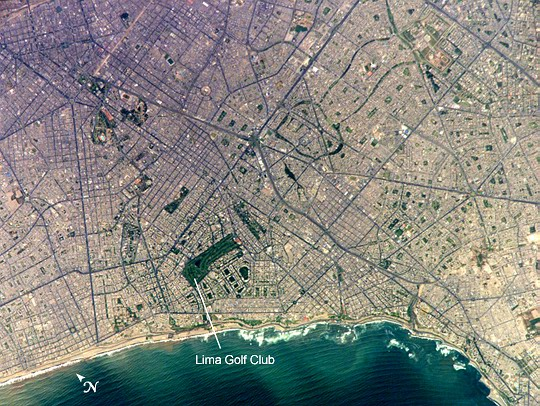
위성사진

2. 산타 로사 지구 (Santa Rosa)
3. 푸엔테 피에드라 지구 (Puente Piedra)
4. 산 마르틴 데 포 레스 지역 (San Martín de Porres)
5. 리마 중앙 지구 (Lima)
6. 산 미겔 지구 (San Miguel)
7. 막달리나 델 마르 지구 (Magdalena del Mar)
8. 산 이시드로 지구 (San Isidro)
9. 미라플로레스 지구 (Miraflores)
10. 바란코 지구 (Barranco)
11. 초릴로스 지구 (Chorrillos)
12. 비야 엘살바도르 지구 (Villa El Salvador)
13. 루린 지구 (Lurín)
14. 푼타 에르모사 지구 (Punta Hermosa)
15. 푼타 네그라 지구 (Punta Negra)
16. 산 바르톨로 지구 (San Bartolo)
17. 산타 마리아 델 마르 지구 (Santa María del Mar)
18. 푸쿠사 - 나 지구 (Pucusana)
19. 카라바이죠 지구 (Carabayllo)
20. 코마스 지구 (Comas)
21. 로스 올리보스 지구 (Los Olivos)
22. 인데펜덴시아 지구 (Independencia)
23. 리마크 지구 (Rímac)
24. 브레냐 지구 (Breña)
25. 푸에블로 리브레 지구 (Pueblo Libre)
26. 헤수스 마리아 지구 (Jesús María)
27. 린세 지구 (Lince)
28. 스르퀼로 지구 (Surquillo)
29. 산티아고 데 스르코 지구 (Santiago de Surco)
30. 산 후안 데 미라플로레스 지구 (San Juan de Miraflores)
31. 비야 마리아 델 트리운포 지구 (Villa María del Triunfo)
32. 빠챠카맛쿠 지구 (Pachacámac)
33. 산 후안 데 루리간초 지구 (San Juan de Lurigancho)
34. 엘 아구스티노 지구 (El Agustino)
35. 라 빅토리아 지구 (La Victoria)
36. 산 보르자 지구 (San Borja)
37. 라 몰리나 지구 (La Molina)
38. 산 루이스 지구 (San Luis)
39. 산타 아니타 지구 (Santa Anita)
40. 루리간쵸 - 초시카 지구 (Lurigancho)
41. 아테 지구 (Ate)
42. 시에네기쟈 지구 (Cieneguilla)
43. 챠쿠라카죠 지구 (Chaclacayo)

## 명소

### 구시가지(중앙 지구)
- 마요르 광장 (구 아르마스 광장) - 대통령궁, 대성당, 시청사와 시 주요 공공 시설이 들어서 있다.
- 대성당 - 프란시스코 피사로가 스스로의 손으로 초석을 놓았던 페루에서 가장 오래된 성당이다. 프란시스코 피사로의 시신이 안치되어 있다.
- 산토 도밍고 교회 - 페루의 대성자 산타 로사와 프라이 마르틴이 모셔져 있다.
- 산 프란시스코 교회 수도원 - 17세기 전반에 스페인에서 직접 수입한 아름다운 세비리안 타일로 유명하다.
- 메르세드 교회 - 페루군의 수호신, 성녀 세드가 모셔져 있다.
- 토레태그레 궁전 - 페루 독립 운동의 영웅 산 마르틴 장군이 명하여 토레태그레 공작을 위해 세우게했다. 아름다운 목조 발코니로 유명하다. 현재는 외무부 건물로 사용되고 있다.
- 라 인키시시온 궁전 - 식민지 시대의 종교 재판소. 식민지 시대의 종교에 대한 고문을 등신대의 밀랍 인형을 사용 재현하고 있다.
- 라 유니온 거리 - 올드 타운의 메인 스트리트
- 산 마르틴 광장 - 페루 독립 운동의 영웅 산 마르틴의 동상이 서 있다. 근처에 검은 간판 켄터키가 있다.

## 교통

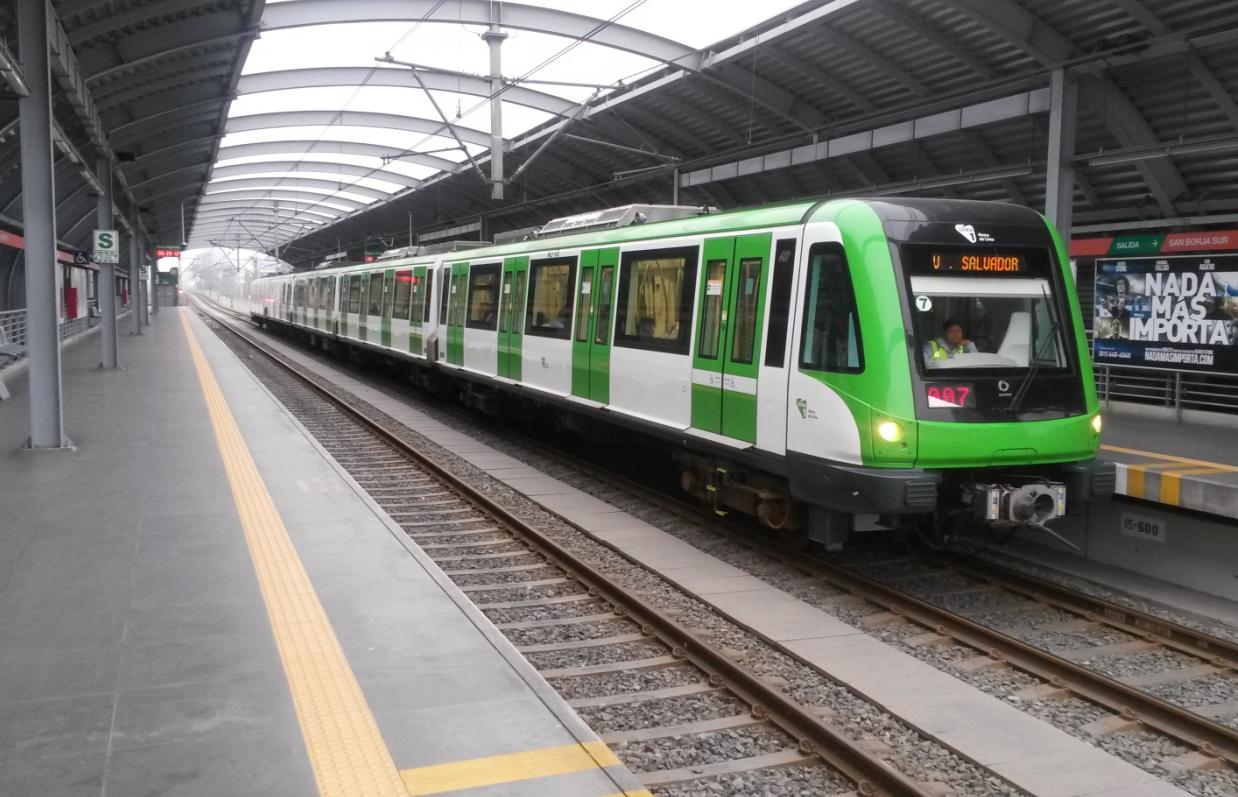
리마 지하철 1호선

### 철도
- 리마 지하철 - 1호선이 현재 운행중이며 차후에 2호선이 개통 될 예정이다.

### 공항
- 호르헤 차베스 국제공항

### 도로
리마의 도로망은 다음의 4가지 형태로 분류된다.
- 고속도로 (Vias Expresas)
- 간선 도로 (Vias Arteriales)
- 수집 도로 (Vias Colectoras)
- 지방 도로 (Vias locales)

### 택시
택시는 자가용을 그대로 전용하고 있다. 앞 유리에 붙어있는 "TAXI"라는 표시로 구분한다. 미터기가 달려있지 않기 때문에 택시비는 타기 전에 운전사와 협상하게 된다.

### 버스
대형(Omnibus, Microbus)과 중형(Combi) 버스가 운행되고 있다. 2010년에 BRT A,B,C 노선이 개통되었다.

## 자매 도시
| - 튀르키예 아키사르 - 독일 아헨 (1987) - 미국 오스틴 (1981) - 콜롬비아 보고타 (1982) - 아르헨티나 부에노스아이레스 (1982) - 프랑스 보르도 (1957) - 러시아 치타 - 멕시코 멕시코시티 - 미국 클리블랜드 - 베네수엘라 카라카스 - 영국 런던 - 스페인 마드리드 | - 미국 마이애미 (1977) - 캐나다 몬트리올 - 미국 뉴욕 (1989) - 프랑스 파리 (1999) - 중화인민공화국 베이징시 (1983) - 이탈리아 페스카라 - 도미니카 공화국 산토도밍고 - 브라질 상파울루 (2002) - 온두라스 테구시갈파 - 스페인 말라가 - 필리핀 마닐라 - 대한민국 서울특별시 - 일본 도쿄도 |